# Mario Gálvez
Mario Rafael Gálvez Evers (Panama, 7 agosto 1960) è un ex cestista panamense.

## Carriera
Con Panama ha disputato due edizioni dei Campionati mondiali (1982, 1986).